# Roger Rio
Roger Rio (Dunkerque, 13 de febrer de 1913 - Le Petit-Quevilly, 23 d'abril de 1999) fou un futbolista francès. Fou el pare de Patrice Rio, també futbolista.

## Selecció de França
Va formar part del FC Rouen i de l'equip francès a la Copa del Món de 1934.